# Rhynchonellida
Rhynchonellida (Rhynchonelliden) sind ein Taxon von Armfüßern (Brachiopoda) mit kurzem Schlossrand, mit mehr oder weniger kugeliger Gehäuseform und einer impunctaten Schale. Einfache Armstützen (Cruren) sind Ansätze für das fleischige Armgerüst. Sie bilden zusammen mit den Protorthida, Orthida, Spiriferida, Atrypida, Pentamerida und Terebratulida das Taxon Rhynchonellata, das seinerseits zum Unterstamm der Rhynchonelliformea zählt.

## Merkmale
Charakteristisch ist der kurze Schnabel der Ventralklappe oder Stielklappe („rostrat“) und das Auftreten von Sinus und Wulst. Das Delthyrium ist von Deltidialplatten von beiden Seiten her eingeengt. Die Vertreter der Rhynchonelliden ähneln sich äußerlich sehr stark. Wichtig für die taxonomische Zuordnung ist der Bau von Cruren und Septen (Serienschliffe erforderlich).

## Systematik
Die Rhynchonelliden teilen sich in zwei Untertaxa auf, die nach Ausbildung eines Spondyliums untergliedert sind:
- Rhynchonellacea ohne Spondylium (Ordovizium bis heute)
- Stenocismatacea mit Spondylium (Devon bis Perm)